# Saqueig

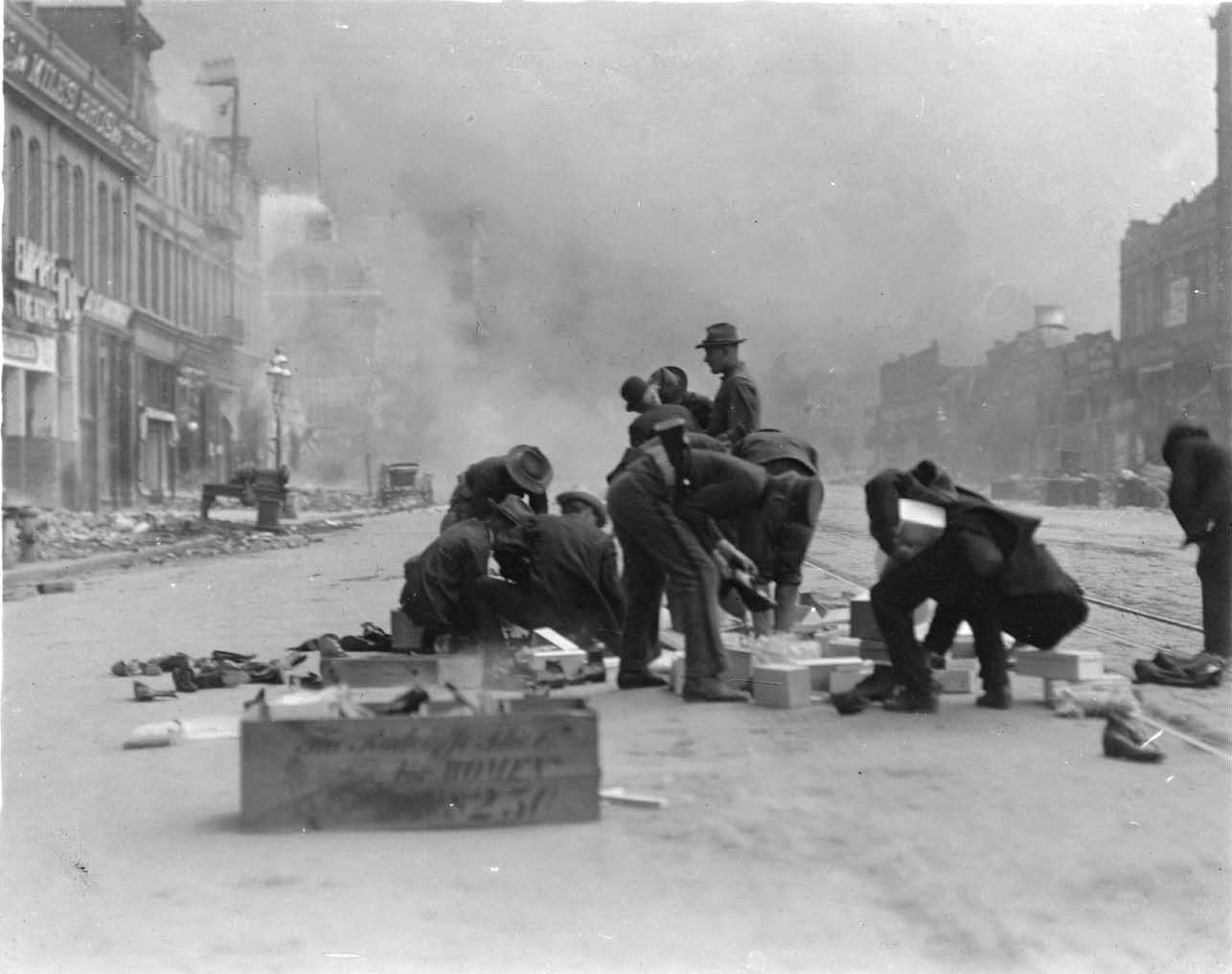
Soldats saquejant, any 1906

El saqueig, pillatge o saqueu és l'apropiació violenta i sistèmica dels béns d'institucions o de persones protegides per les convencions humanitàries. Ocorre o bé a conseqüència d'una victòria política o militar, o bé durant el transcurs d'una catàstrofe tal com una guerra o un desastre natural. En el primer cas, el conjunt de béns obtinguts durant un saqueig després d'una batalla o assalt rep el nom de botí de guerra.
La paraula designava originalment l'assalt de viles, pobles i ciutats i no solament en situació de conflicte, sinó també pels mateixos membres de la comunitat. De fet, alguns pobles de l'Edat antiga es dedicaven habitualment al pillatge, com és el cas dels Pobles de la mar (els quals es dedicaven també a la pirateria) i dels vikings. Ja en l'època contemporània, durant un desastre la policia i les autoritats militars són sovint incapaces de prevenir el saqueig, ja sigui per saturació en les seves funcions o deficiències en les comunicacions.
La situació de pillatge en cas de catàstrofe va lligada a la polèmica i a debats socials i ètics, tant a l'hora de destriar què és un saqueig legítim (entès com l'abastiment d'emergència i per necessitat) d'un avantatge innecessari, com també pel que fa a abusos policials i escorcolls arbitraris. Amb els acords presos a les Convencions de Ginebra el 1949, es considera un crim de guerra el fet de prendre o destruir propietat privada durant una ocupació, tret que sigui «absolutament necessari» i fent distincions amb altres tipus d'apropiació segons el context humanitari. Els estudis acadèmics fan notar que, en general, en casos de catàstrofe natural, el saqueig és una actitud molt rara en la població i que quan té lloc, és per consens i benefici col·lectiu, excepte en casos en què la resposta dels serveis d'emergències és massa lenta o hi ha un context de pobresa extrema sistèmica.